# Chucky 3
Série Chucky
Chucky, la poupée de sang
(1990) La Fiancée de Chucky
(1998)
Pour plus de détails, voir Fiche technique et Distribution.
Chucky 3 ou Jeu d'enfant 3 au Québec (Child's Play 3) est un film d'horreur américain réalisé par Jack Bender, sorti en 1991. Il s'agit du troisième volet de la série de films mettant en scène le personnage de Chucky.
Ce troisième film se déroule 8 ans après la mort de Chucky dans l'usine de poupées, à la fin du second film. Celle-ci a fait faillite et est tombée à l'abandon. Un jour, cependant, l'usine redémarre alors que les industriels ont décidé de renouveler la firme des poupées Brave Gars. Le cadavre de Chucky est emmené, son sang encore frais s'écoule, se mêlant aux matériaux de fabrication des jouets, et son esprit est ainsi inséré dans une poupée. Andy Barclay est devenu un adolescent, et n'ayant pas de famille pour le recueillir, il se retrouve dans un camp militaire pour jeunes. Mais Chucky rôde, et a jeté son dévolu sur un autre petit garçon...

## Synopsis
Huit ans après les événements impliquant leur usine de poupées, la société Play Pals (Brave Gars en VF) a récupéré d'une mauvaise publicité découlant de la frénésie meurtrière de Chucky. La société lance une nouvelle gamme de poupées, et ce faisant recycle les restes de Chucky dans son usine. En effet, du sang de la poupée est tombé dans le plastique en fusion qui forme une nouvelle poupée, laquelle pousse un hurlement à peine formée. Lors d'une réunion, l'un des membres du conseil s'interroge sur le fait que le marché des poupées Brave Gars dans les magasins puisse causer des problèmes aux enfants, mais le chef de la direction M. Sullivan lui rétorque qu'Andy est un enfant perturbé et oublié. Chucky est donné à M. Sullivan, qu'il torture et tue à l'aide de divers instruments. Dans les derniers moments de vie de M. Sullivan, il réalise qu'Andy a dit la vérité. Chucky utilise ensuite les programmes informatiques pour retrouver Andy Barclay.
Encore troublé par ses rencontres passées avec Chucky, Andy a été envoyé à seize ans à l'école militaire de Kent. Le Colonel Cochran, commandant de l'école, inscrit à contrecœur Andy et lui conseille d'oublier ses « fantaisies » sur la poupée. À l'intérieur de l'école, Andy se lie d'amitié avec Harold Aubrey Whitehurst, le petit Ronald Tyler, et Kristen De Silva, pour lesquels il développe des sentiments romantiques. Il répond également de Brett C. Shelton, un lieutenant-colonel qui intimide régulièrement ses inférieurs.
Peu de temps après l'arrivée d'Andy, Tyler est invité à livrer un paquet dans sa chambre. Il est lui-même fasciné par les poupées Brave Gars, après avoir vu une annonce sur le téléviseur lors de leur rencontre. Après une chute accidentelle et en déchirant le paquet d'Andy, il se rend compte que le paquet en contient une. Excité, il prend le nouveau jouet et le déballe à la cave. Une fois libéré, Chucky le réprimande pour avoir ouvert l'emballage qu'il était censé donner à Andy, se faisant passer pour une version améliorée. Mais après coup, se rendant compte qu'il a un nouveau corps, il décide de dire sa véritable identité à Tyler pour prendre son corps. Mais alors que Chucky est sur le point de le posséder, faisant passer le rituel pour un jeu, ils sont interrompus par Cochran, qui prend la poupée avec lui. Cochran jette Chucky dans un camion à ordures, mais il s'échappe, leurre le pilote en l'attirant dans le compacteur du camion et l'écrase. Cette nuit-là, Chucky attaque Andy et lui avoue ses plans de prendre possession de Tyler en lui disant qu'il n'a plus besoin de lui. Mais avant qu'Andy ait pu l'attaquer, Shelton arrive et emmène la poupée avec lui. Andy tente de récupérer la poupée en se faufilant dans la chambre de Shelton, mais Shelton manque de le surprendre et Chucky s'enfuit. Réalisant que la poupée a disparu, Shelton soupçonne tout le monde et oblige toute l'équipe à faire des exercices de nuit dans la cour en guise de représailles.
Andy essaie d'avertir Tyler à propos de Chucky, mais celui-ci l'accuse d'être jaloux de lui. À un moment, Chucky attire Tyler en jouant à cache-cache avec lui dans le bureau de Cochran, où il tente à nouveau de posséder le garçon. Cependant, ils sont interrompus par DeSilva et, quelques instants après, par Cochran lui-même. Lorsque Cochran est confronté à Chucky brandissant un couteau, il fait une crise cardiaque qui lui est fatale.
Malgré la mort de Cochran, Shelton déclare que les jeux de guerre annuels de l'école se dérouleront comme prévu, avec Andy et Shelton dans les équipes adverses. Cependant, Chucky remplace secrètement les balles de peinture avec des munitions réelles. Lorsque la simulation commence, Chucky accoste et éloigne Tyler qui, cette fois-ci, se méfie et refuse. Chucky menace alors le garçon et Tyler le poignarde avec un couteau de poche avant de s'enfuir, en essayant de trouver Andy. Chucky attaque ensuite De Silva et la garde en otage, il nargue Andy par talkie-walkie tout en essayant d'attirer les équipes l'une contre l'autre. Chucky force Andy à échanger De Silva contre Tyler.
Tout à coup, l'équipe rouge s'abat sur eux et ouvre inconsciemment le feu avec les balles réelles. Shelton est tué dans des tirs croisés. Au milieu du chaos, Tyler fait une escapade rapide, mais avant de lui donner chasse, Chucky lance une grenade active dans l'équipe. Voyant le danger, Whitehurst saute sur la grenade et se sacrifie pour sauver les autres. N'ayant pas le temps de faire le deuil de son ami, Andy se dirige à la poursuite de Chucky, avec De Silva derrière lui.
Finalement, la poursuite conduit le groupe dans une maison hantée à un carnaval à proximité. Tyler essaie d'obtenir de l'aide d'un garde de sécurité, mais Chucky le tue et kidnappe Tyler. Dans la mêlée qui s'ensuit, Chucky blesse De Silva à la jambe, laissant Andy seul pour lutter contre lui, une fois de plus. Une lame coupe le visage de Chucky. Lorsque Tyler est accidentellement assommé, Chucky saisit l'occasion de le posséder, mais Andy intervient et lui tire dessus à plusieurs reprises. Furieux, Chucky tente d'étouffer Andy. Mais Andy coupe la main de Chucky avec un couteau, le jetant dans un ventilateur géant qui le découpe en morceaux. Par la suite, Andy est emmené par la police pour être interrogé, mais il assure à De Silva que ça se passera bien, car il a l'habitude. Tandis que la voiture de police s'éloigne, De Silva est transportée à l'hôpital à proximité. À la fin du film, un concierge marche autour du parc nettoyer la place tandis que tous les manèges se ferment. Il avance alors vers la maison hantée, où Chucky a été tué.

## Fiche technique
- Titre original : Child's Play 3
- Titre français : Chucky 3
- Titre québécois : Jeu d'enfant 3
- Réalisation : Jack Bender
- Scénario : Don Mancini
- Musique : John D'Andrea et Cory Lerios
- Photographie : John R. Leonetti
- Montage : Scott K. Wallace et Edward A. Warschilka
- Décors : Richard Tom Sawyer
- Production : Robert Latham Brown, Laura Moskowitz et David Kirschner
- Société de production : Universal Pictures
- Pays de production :  États-Unis
- Budget de production estimé : 13 000 000 $
- Format : Couleurs - 1,85:1 - Stéréo - 35 mm
- Genre : horreur (slasher), fantastique
- Langue originale : anglais
- Durée : 86 minutes
- Dates de sortie :
  - États-Unis : 30 août 1991
  - France : juillet 1992 (en VHS)
- Film interdit aux moins de 12 ans lors de sa sortie en vidéo

## Distribution
- Justin Whalin (VF : Emmanuel Curtil) : Andy Barclay
- Perrey Reeves (VF : Françoise Dasque) : Kristen De Silva
- Jeremy Sylvers (VF : Adrien Antoine ; VQ : Inti Chauveau) : Ronald Tyler
- Travis Fine (VF : Renaud Marx) : Cadet lieutenant colonel Brett Shelton
- Dean Jacobson (VF : Jérôme Rebbot) : Harold Aubrey Whitehurst
- Brad Dourif (VF : Éric Etcheverry ; VQ : Jean-Louis Millette) : Chucky (voix)
- Peter Haskell (VF : Marc Cassot) : Mr. Sullivan
- Dakin Matthews (VF : William Sabatier ; VQ : Hubert Gagnon) : le colonel Cochrane
- Andrew Robinson (VF : Philippe Peythieu) : le sergent Botnick
- Burke Byrnes (VQ : Éric Gaudry) : le sergent Clark
- Matthew Walker (VQ : Jacques Lussier) : le major Ellis
- Donna Eskra (VQ : Lisette Dufour) : Ivers
- Terry Wills (VF : Philippe Dumat) : l'éboueur
- Edan Gross (VF : Odile Schmitt) : la poupée Brave Gars dans les publicités
- Richard Marion : Patterson
- Ron Fassler : Petzold

Source: Version québécoise sur Doublage Québec
Pour la réédition en Blu-Ray au Québec en 2018, Universal a décidé de commercialiser uniquement la VF de France.

## Accueil
- Recettes États-Unis : 14 250 380 $[réf. nécessaire]
- Recettes mondiales : 19 850 380 $

## Distinctions
- Nomination au prix du meilleur film d'horreur et meilleur jeune acteur (Justin Whalin), lors de l'Académie des films de science-fiction, fantastique et horreur 1992.

## Autour du film
- Sous la pression d'Universal Pictures, le scénariste Don Mancini s'est vu demander une nouvelle histoire avant même que le second film ne soit sorti. C'est pour cela que neuf mois seulement séparent les deuxième et troisième opus et cela impliquait la différence d'âge du même personnage : Andy n'est encore qu'un enfant dans le deuxième film, mais est âgé de seize ans dans le troisième. Du fait qu'il n'avait pu avoir suffisamment de bonnes idées en si peu de temps, les fans considèrent ce volet comme le moins bon de la série.
- Accroche française : L'accroche du film est Il arrive un âge où il faut se séparer de ses jouets. Mais certains s'accrochent ! Il existe également une deuxième accroche, que l'on trouve sur le DVD : Devine qui vient tuer à la maison !.
- Accroche québécoise : L’accroche du film au Québec est Certains jouets refusent de tomber dans l’oubli...
- Cet opus est tristement célèbre au Royaume-Uni, car on l'a soupçonné d'avoir inspiré le meurtre sauvage du petit James Bulger[3]. Il fut ainsi boycotté pendant des années.
- Lorsque le supérieur d'Andy lui montre comment bien nommer son fusil, il désigne un soldat qui se met à citer le film Full Metal Jacket.
- Le film est parfois renommé en Chucky, la maison de l’horreur[Où ?].
- C'est le dernier film dans lequel le comédien de doublage Éric Etcheverry, prête sa voix au personnage de Chucky. Celui-ci est par ailleurs décédé le 1er août 2010 à l'âge de 51 ans.